# 結城響
結城 響（ゆうき おと、2003年9月19日 - ）は、日本の元ジュニアアイドル。大阪府出身。元バンビーナ所属。

## 概要
いもうとシスターズの元メンバーで関西4期生である。
2016年4月5日に加入した。
2017年11月1日、いもうとシスターズを卒業。
趣味はキャラ弁当作り、特技はダンス。

## 作品

### DVD & BD
- フェイスマテリアル2 Blu-ray版（2016年8月25日、アイマックス）
- フレッシュアイドル SHOW CASE 美少女ツアー2016 vol.07 Blu-ray&DVD（2016年12月20日、アイマックス）

### 電子書籍
- SHOWCASE 結城響 Part.1（2017年5月2日、アイマックス）
- SHOWCASE 結城響 Part.2（2017年5月2日、アイマックス）